# Edificio Caldwell
El Edificio Caldwell es un edificio histórico ubicado en el 1001 de Noble St. en Anniston, Alabama, Estados Unidos.

## Historia
El edificio fue construido en 1889 en estilo italianizante. Es un edificio de tres pisos con ladrillos rojos y molduras de piedra de color rojizo. Está ubicado en el Lote 1, Bloque 1, el centro del distrito comercial de Anniston.
Fue incluido en el Registro Nacional de Lugares Históricos en 1982.